# Joachim Vogel (strzelec)
Chr. Joachim Vogel – niemiecki strzelec, mistrz świata.

## Kariera
Był związany z Norymbergą. Wielokrotnie startował w krajowych zawodach federalnych w pistolecie. W 1904 roku zwyciężył w strzelaniu z pistoletu w 30 seriach, a w tarczy punktowej ukończył zawody na 3. miejscu. Rok później zajął 2. miejsce w tarczy mistrzowskiej. W tej samej konkurencji osiągnął taką samą pozycję w 1907 roku.
Podczas swojej kariery Joachim Vogel trzykrotnie zdobył medale na mistrzostwach świata. Wszystkie wywalczył w drużynowym strzelaniu z pistoletu dowolnego, zostając m.in. mistrzem świata w 1909 roku (skład zespołu: Gerhard Bock, Richard Fischer, Eduard Ehricht, Eduard Schmeisser, Joachim Vogel). Podczas mistrzostw w 1908 roku osiągnął 5. wynik w zawodach indywidualnych (498 pkt.) jak i drużynowych. Tę samą pozycję w zawodach drużynowych osiągnął także na turnieju w 1914 roku, osiągając przedostatni wynik w zespole (473 pkt.).

## Medale mistrzostw świata
Opracowano na podstawie materiałów źródłowych:
| Mistrzostwa     | Konkurencja                       | Wynik             | Miejsce |
| --------------- | --------------------------------- | ----------------- | ------- |
| Hamburg 1909    | Pistolet dowolny, 50 m, drużynowo | 2509 pkt. (druż.) |         |
| Loosduinen 1910 | Pistolet dowolny, 50 m, drużynowo | 2428 pkt. (druż.) |         |
| Rzym 1911       | Pistolet dowolny, 50 m, drużynowo | 2456 pkt. (druż.) |         |